# Terrible de la Côte Ouest Boeny
Il Terrible de la Côte Ouest Boeny è una squadra di calcio africana del Madagascar.
Il club ha vinto una coppa nazionale nel 2012.
Nel 2013, per la prima volta della sua storia, ha preso parte a una competizione CAF.

## Palmarès
- Coupe de Madagascar: 1

2012

## Partecipazioni a competizioni CAF
- CAF Confederation Cup: 1 partecipazione

2013 -